# Premiul Hugo pentru cea mai bună nuveletă
Premiul Hugo pentru cea mai bună nuveletă (în engleză Hugo Award for Best Novelette) este unul dintre premiile Hugo acordate în fiecare an pentru povestiri de ficțiune sau fantezie publicate sau traduse în engleză în anul calendaristic precedent. Premiul pentru nuveletă este disponibil pentru opere de ficțiune cuprinse între 7.500 și 17.500 de cuvinte; se mai acordă, de asemenea, premii pentru cele mai bune nuvele, romane și povestiri. Premiile Hugo au fost descrise drept „o vitrină fină pentru ficțiunea speculativă” și „cel mai cunoscut premiu literar al literaturii științifico-fantastică”.
Premiul Hugo pentru cea mai bună nuveletă a fost acordat prima dată în 1955 și ulterior a fost acordat în 1956, 1958 și 1959, fiind anulat din 1960. Categoria a fost restabilită din 1967 până în 1969, înainte de a fi anulată din nou în 1970; apoi s-a acordat iar din 1973 până în prezent. În plus față de premiile Hugo obișnuite, începând cu 1996, premiile Hugo Retrospective sau "Retro Hugo" s-au acordat pentru 50, 75 sau 100 de ani înainte de a fi acordate premiile Hugo. Până în prezent, premiile Retro Hugo au fost acordate pentru nuvelete din anii 1939, 1941, 1943, 1944, 1946, 1951 și 1954.
În cei 61 de ani de nominalizări, 193 de autori au avut lucrări nominalizate; 48 dintre acestea au câștigat, inclusiv co-autori și premii Retro Hugo. Un traducător a fost remarcat împreună cu autorul a cărui lucrare a tradus-o. Poul Anderson, Isaac Asimov și Harlan Ellison au primit fiecare mai mult de două premii Hugo pentru cea mai bună nuveletă, Ellison fiind nominalizat de șase ori în total, în timp ce alți șapte autori au câștigat de două ori. Mike Resnick a avut cele mai multe nominalizări (opt), iar Ursula K. Le Guin și Greg Egan au fost nominalizați de șapte ori fiecare. Alți cincisprezece autori au fost nominalizați de cel puțin patru ori, în timp ce Egan are cel mai mare număr de nominalizări fără ca să câștige.

## Selecție
Câștigătorii și nominalizații premiilor Hugo sunt aleși prin susținerea sau participarea membrilor Worldcon, iar prezentarea premiului constituie evenimentul central al convenției. Procesul de selecție este definit în Constituția World Science Fiction Convention ca fiind votul instantaneu cu șase persoane, cu excepția cazului de egalitate. Lucrările din buletinul de vot sunt primele șase cele mai desemnate de către membrii Worldcon în acel an, fără a se limita la numărul de nuvelete care pot fi nominalizate. Nominalizările inițiale sunt făcute de membri din ianuarie până în martie, în timp ce votul pe buletinul de vot al celor șase nominalizări se realizează aproximativ din aprilie până în iulie, sub rezerva modificărilor în funcție de momentul în care Worldcon este organizat în anul ceremoniei. Înainte de 2017, votul final era pentru cinci lucrări; acesta a fost schimbat în acel an la șase lucrări, fiecare nominalizator inițial fiind însă limitat tot la cinci nominalizări. Convențiile Worldcon sunt în general organizate aproape de începutul lunii septembrie și sunt organizate în diferite orașe din lume în fiecare an.

## Câștigători și nominalizări
În tabelul următor, anii corespund datei ceremoniei, mai degrabă decât când a fost publicată prima oară nuveleta. În fiecare an, se face legătura cu „anul în științifico-fantastic” corespunzător. Înscrierile cu fundal albastru sunt cele care au câștigat premiul; cele cu fond alb sunt candidații de pe lista scurtă. Dacă nuveleta originală a fost publicată inițial într-o carte cu alte ficțiuni (scurte), mai degrabă decât ea singură sau într-o revistă, titlul cărții este inclus după numele editurii.
  *   Câștigătorii și câștigătorii în comun
| An   | Autor(i)                | Nuveletă                                                                                                | Editură sau publicație                                      | Ref.   |
| ---- | ----------------------- | --- | ----------------------------------------------------------- | ------ |
| 1955 | Walter M. Miller, Jr.*  | "The Darfsteller"                                                                                       | Astounding Science-Fiction                                  | [ 9 ]  |
| 1956 | Murray Leinster*        | "Exploration Team"                                                                                      | Astounding Science-Fiction                                  | [ 10 ] |
| 1956 | L. Sprague de Camp      | "A Gun for Dinosaur"                                                                                    | Galaxy Science Fiction                                      | [ 10 ] |
| 1956 | Alan Nourse             | "Brightside Crossing"                                                                                   | Galaxy Science Fiction                                      | [ 10 ] |
| 1956 | Henry Kuttner           | "Home There's No Returning"                                                                             | No Boundaries (Ballantine Books)                            | [ 10 ] |
| 1956 | C. L. Moore             | "Home There's No Returning"                                                                             | No Boundaries (Ballantine Books)                            | [ 10 ] |
| 1956 | Eric Frank Russell      | "Legwork"                                                                                               | Astounding Science-Fiction                                  | [ 10 ] |
| 1956 | F. L. Wallace           | "The Assistant Self"                                                                                    | Fantastic Universe                                          | [ 10 ] |
| 1956 | Algis Budrys            | "The End of Summer"                                                                                     | Astounding Science-Fiction                                  | [ 10 ] |
| 1956 | Theodore Sturgeon       | "Who?"                                                                                                  | Galaxy Science Fiction                                      | [ 10 ] |
| 1958 | Fritz Leiber*           | "Marele joc al timpului"                                                                                | Galaxy Science Fiction                                      | [ 11 ] |
| 1959 | Clifford D. Simak*      | "The Big Front Yard"                                                                                    | Astounding Science-Fiction                                  | [ 12 ] |
| 1959 | Pauline Ashwell         | "Unwillingly to School"                                                                                 | Astounding Science-Fiction                                  | [ 12 ] |
| 1959 | Zenna Henderson         | "Captivity"                                                                                             | The Magazine of Fantasy & Science Fiction                   | [ 12 ] |
| 1959 | C.M. Kornbluth          | "Reap the Dark Tide" (aka: "Shark Ship")                                                                | Vanguard                                                    | [ 12 ] |
| 1959 | Fritz Leiber            | "A Deskful of Girls"                                                                                    | The Magazine of Fantasy & Science Fiction                   | [ 12 ] |
| 1959 | Katherine MacLean       | "Second Game"                                                                                           | Astounding Science-Fiction                                  | [ 12 ] |
| 1959 | Rog Phillips            | "Rat in the Skull"                                                                                      | If                                                          | [ 12 ] |
| 1959 | Jack Vance              | "The Miracle-Workers"                                                                                   | Astounding Science-Fiction                                  | [ 12 ] |
| 1967 | Jack Vance*             | "The Last Castle"                                                                                       | Galaxy Science Fiction                                      | [ 13 ] |
| 1967 | Gordon R. Dickson       | "Call Him Lord"                                                                                         | Analog Science Fact & Fiction                               | [ 13 ] |
| 1967 | Robert M., Green, Jr.   | "Apology to Inky"                                                                                       | The Magazine of Fantasy & Science Fiction                   | [ 13 ] |
| 1967 | Charles L. Harness      | "The Alchemist"                                                                                         | Analog Science Fact & Fiction                               | [ 13 ] |
| 1967 | Charles L. Harness      | "An Ornament to His Profession"                                                                         | Analog Science Fact & Fiction                               | [ 13 ] |
| 1967 | Hayden Howard           | "The Eskimo Invasion"                                                                                   | Galaxy Science Fiction                                      | [ 13 ] |
| 1967 | Thomas Burnett Swann    | "The Manor of Roses"                                                                                    | The Magazine of Fantasy & Science Fiction                   | [ 13 ] |
| 1967 | Roger Zelazny           | "For a Breath I Tarry"                                                                                  | Fantastic                                                   | [ 13 ] |
| 1967 | Roger Zelazny           | "This Moment of the Storm"                                                                              | The Magazine of Fantasy & Science Fiction                   | [ 13 ] |
| 1968 | Fritz Leiber*           | "Dând cu babaroasele"                                                                                   | Dangerous Visions (Doubleday)                               | [ 14 ] |
| 1968 | Andre Norton            | "Wizard's World"                                                                                        | If                                                          | [ 14 ] |
| 1968 | Philip K. Dick          | "Faith of Our Fathers"                                                                                  | Dangerous Visions (Doubleday)                               | [ 14 ] |
| 1968 | Harlan Ellison          | "Pretty Maggie Moneyeyes"                                                                               | Knight                                                      | [ 14 ] |
| 1969 | Poul Anderson*          | "The Sharing of Flesh"                                                                                  | Galaxy Science Fiction                                      | [ 15 ] |
| 1969 | Brian Aldiss            | "Total Environment"                                                                                     | Galaxy Science Fiction                                      | [ 15 ] |
| 1969 | Piers Anthony           | "Getting Through University"                                                                            | If                                                          | [ 15 ] |
| 1969 | Richard Wilson          | "Mother to the World"                                                                                   | Orbit #3 (G. P. Putnam's Sons)                              | [ 15 ] |
| 1973 | Poul Anderson*          | "Goat Song"                                                                                             | The Magazine of Fantasy & Science Fiction                   | [ 16 ] |
| 1973 | William Rotsler         | "Patron of the Arts"                                                                                    | Universe #2 (Bantam Spectra)                                | [ 16 ] |
| 1973 | Harlan Ellison          | "Basilisk"                                                                                              | The Magazine of Fantasy & Science Fiction                   | [ 16 ] |
| 1973 | Gardner Dozois          | "A Kingdom by the Sea"                                                                                  | Orbit #10 (G. P. Putnam's Sons)                             | [ 16 ] |
| 1973 | James Tiptree, Jr.      | "Painwise"                                                                                              | The Magazine of Fantasy & Science Fiction                   | [ 16 ] |
| 1974 | Harlan Ellison*         | "The Deathbird"                                                                                         | The Magazine of Fantasy & Science Fiction                   | [ 17 ] |
| 1974 | Vonda N. McIntyre       | "Of Mist, and Grass, and Sand"                                                                          | Analog Science Fact & Fiction                               | [ 17 ] |
| 1974 | James Tiptree, Jr.      | "Love Is the Plan the Plan Is Death"                                                                    | The Alien Condition (Ballantine Books)                      | [ 17 ] |
| 1974 | George Alec Effinger    | "The City on the Sand"                                                                                  | The Magazine of Fantasy & Science Fiction                   | [ 17 ] |
| 1974 | Jerry Pournelle         | "He Fell into a Dark Hole"                                                                              | Analog Science Fact & Fiction                               | [ 17 ] |
| 1975 | Harlan Ellison*         | "Adrift Just Off the Islets of Langerhans: Latitude 38° 54' N, Longitude 77° 00' 13" W"                 | The Magazine of Fantasy & Science Fiction                   | [ 18 ] |
| 1975 | Isaac Asimov            | "—That Thou art Mindful of Him"                                                                         | The Magazine of Fantasy & Science Fiction                   | [ 18 ] |
| 1975 | Fritz Leiber            | "Midnight by the Morphy Watch"                                                                          | If                                                          | [ 18 ] |
| 1975 | Richard A. Lupoff       | "After the Dreamtime"                                                                                   | New Dimensions #4 (Doubleday)                               | [ 18 ] |
| 1975 | Jerry Pournelle         | "Extreme Prejudice"                                                                                     | Analog Science Fact & Fiction                               | [ 18 ] |
| 1975 | William Walling         | "Nix Olympica"                                                                                          | Analog Science Fact & Fiction                               | [ 18 ] |
| 1975 | Kate Wilhelm            | "A Brother to Dragons, a Companion of Owls"                                                             | Orbit #14 (G. P. Putnam's Sons)                             | [ 18 ] |
| 1976 | Larry Niven*            | "The Borderland of Sol"                                                                                 | Analog Science Fact & Fiction                               | [ 19 ] |
| 1976 | Ursula K. Le Guin       | "The New Atlantis"                                                                                      | The New Atlantis (Warner Books)                             | [ 19 ] |
| 1976 | George R. R. Martin     | "And Seven Times Never Kill Man"                                                                        | Analog Science Fact & Fiction                               | [ 19 ] |
| 1976 | Tom Reamy               | "San Diego Lightfoot Sue"                                                                               | The Magazine of Fantasy & Science Fiction                   | [ 19 ] |
| 1976 | Jerry Pournelle         | "Tinker"                                                                                                | Galaxy Science Fiction                                      | [ 19 ] |
| 1977 | Isaac Asimov*           | "The Bicentennial Man"                                                                                  | Stellar #2 (Ballantine Books)                               | [ 20 ] |
| 1977 | Ursula K. Le Guin       | "The Diary of the Rose"                                                                                 | Future Power (Random House)                                 | [ 20 ] |
| 1977 | John Varley             | "Gotta Sing, Gotta Dance"                                                                               | Galaxy Science Fiction                                      | [ 20 ] |
| 1977 | John Varley             | "The Phantom of Kansas"                                                                                 | Galaxy Science Fiction                                      | [ 20 ] |
| 1978 | Joan D. Vinge*          | "Eyes of Amber"                                                                                         | Analog Science Fact & Fiction                               | [ 21 ] |
| 1978 | Orson Scott Card        | "Ender's Game"                                                                                          | Analog Science Fact & Fiction                               | [ 21 ] |
| 1978 | James Tiptree, Jr.      | "The Screwfly Solution"                                                                                 | Analog Science Fact & Fiction                               | [ 21 ] |
| 1978 | Samuel R. Delany        | "Prismatica"                                                                                            | The Magazine of Fantasy & Science Fiction                   | [ 21 ] |
| 1978 | Carter Scholz           | "The Ninth Symphony of Ludwig van Beethoven and Other Lost Songs"                                       | Universe #7 (Bantam Spectra)                                | [ 21 ] |
| 1979 | Poul Anderson*          | "Hunter's Moon"                                                                                         | Analog Science Fact & Fiction                               | [ 22 ] |
| 1979 | Orson Scott Card        | "Mikal's Songbird"                                                                                      | Analog Science Fact & Fiction                               | [ 22 ] |
| 1979 | Thomas Disch            | "The Man Who Had No Idea"                                                                               | The Magazine of Fantasy & Science Fiction                   | [ 22 ] |
| 1979 | Dean Ing                | "Devil You Don't Know"                                                                                  | Analog Science Fact & Fiction                               | [ 22 ] |
| 1979 | John Varley             | "The Barbie Murders"                                                                                    | Asimov's Science Fiction                                    | [ 22 ] |
| 1980 | George R. R. Martin*    | "Regii nisipurilor"                                                                                     | Omni                                                        | [ 23 ] |
| 1980 | Barry B. Longyear       | "Homecoming"                                                                                            | Asimov's Science Fiction                                    | [ 23 ] |
| 1980 | Larry Niven             | "The Locusts"                                                                                           | Analog Science Fact & Fiction                               | [ 23 ] |
| 1980 | Vonda N. McIntyre       | "Fireflood"                                                                                             | The Magazine of Fantasy & Science Fiction                   | [ 23 ] |
| 1980 | John Varley             | "Options"                                                                                               | Universe #9 (Bantam Spectra)                                | [ 23 ] |
| 1980 | Christopher Priest      | "Palely Loitering"                                                                                      | The Magazine of Fantasy & Science Fiction                   | [ 23 ] |
| 1981 | Gordon R. Dickson*      | "The Cloak and the Staff"                                                                               | Analog Science Fact & Fiction                               | [ 24 ] |
| 1981 | Barry B. Longyear       | "Savage Planet"                                                                                         | Analog Science Fact & Fiction                               | [ 24 ] |
| 1981 | John Varley             | "Beatnik Bayou"                                                                                         | New Voices #3: The Campbell Award Nominees (Berkley Books)  | [ 24 ] |
| 1981 | Keith Roberts           | "The Lordly Ones"                                                                                       | The Magazine of Fantasy & Science Fiction                   | [ 24 ] |
| 1981 | Michael Shea            | "The Autopsy"                                                                                           | The Magazine of Fantasy & Science Fiction                   | [ 24 ] |
| 1981 | Howard Waldrop          | "The Ugly Chickens"                                                                                     | Universe #10 (Bantam Spectra)                               | [ 24 ] |
| 1982 | Roger Zelazny*          | "Unicorn Variation"                                                                                     | Asimov's Science Fiction                                    | [ 25 ] |
| 1982 | George R. R. Martin     | "Guardians"                                                                                             | Analog Science Fact & Fiction                               | [ 25 ] |
| 1982 | Edward Bryant           | "The Thermals of August"                                                                                | The Magazine of Fantasy & Science Fiction                   | [ 25 ] |
| 1982 | Parke Godwin            | "The Fire When It Comes"                                                                                | The Magazine of Fantasy & Science Fiction                   | [ 25 ] |
| 1982 | Michael Bishop          | "The Quickening"                                                                                        | Universe #11 (Bantam Spectra)                               | [ 25 ] |
| 1983 | Connie Willis*          | "Fire Watch"                                                                                            | Asimov's Science Fiction                                    | [ 26 ] |
| 1983 | Phyllis Eisenstein      | "Nightlife"                                                                                             | The Magazine of Fantasy & Science Fiction                   | [ 26 ] |
| 1983 | Timothy Zahn            | "Pawn's Gambit"                                                                                         | Analog Science Fact & Fiction                               | [ 26 ] |
| 1983 | S. P. Somtow            | "Aquila"                                                                                                | Asimov's Science Fiction                                    | [ 26 ] |
| 1983 | Bruce Sterling          | "Swarm"                                                                                                 | The Magazine of Fantasy & Science Fiction                   | [ 26 ] |
| 1984 | Greg Bear*              | "Blood Music"                                                                                           | Analog Science Fact & Fiction                               | [ 27 ] |
| 1984 | George R. R. Martin     | "The Monkey Treatment"                                                                                  | The Magazine of Fantasy & Science Fiction                   | [ 27 ] |
| 1984 | Connie Willis           | "The Sidon in the Mirror"                                                                               | Asimov's Science Fiction                                    | [ 27 ] |
| 1984 | Ian Watson              | "Slow Birds"                                                                                            | The Magazine of Fantasy & Science Fiction                   | [ 27 ] |
| 1984 | Kim Stanley Robinson    | "Black Air"                                                                                             | The Magazine of Fantasy & Science Fiction                   | [ 27 ] |
| 1985 | Octavia E. Butler*      | "Bloodchild"                                                                                            | Asimov's Science Fiction                                    | [ 28 ] |
| 1985 | Lucius Shepard          | "The Man Who Painted the Dragon Griaule"                                                                | The Magazine of Fantasy & Science Fiction                   | [ 28 ] |
| 1985 | Timothy Zahn            | "Return to the Fold"                                                                                    | Analog Science Fact & Fiction                               | [ 28 ] |
| 1985 | Connie Willis           | "Blued Moon"                                                                                            | Asimov's Science Fiction                                    | [ 28 ] |
| 1985 | Hilbert Schenck         | "Silicon Muse"                                                                                          | Analog Science Fact & Fiction                               | [ 28 ] |
| 1985 | Eric Vinicoff           | "The Weigher"                                                                                           | Analog Science Fact & Fiction                               | [ 28 ] |
| 1985 | Kim Stanley Robinson    | "The Lucky Strike"                                                                                      | Universe #14 (Bantam Spectra)                               |        |
| 1986 | Harlan Ellison*         | "Paladin of the Lost Hour"                                                                              | Universe #15 (Bantam Spectra)                               | [ 29 ] |
| 1986 | George R. R. Martin     | "Portraits of His Children"                                                                             | Asimov's Science Fiction                                    | [ 29 ] |
| 1986 | Orson Scott Card        | "The Fringe"                                                                                            | The Magazine of Fantasy & Science Fiction                   | [ 29 ] |
| 1986 | Michael Bishop          | "A Gift from the GrayLanders"                                                                           | Asimov's Science Fiction                                    | [ 29 ] |
| 1986 | Michael Swanwick        | "Dogfight"                                                                                              | Omni                                                        | [ 29 ] |
| 1987 | Roger Zelazny*          | "Permafrost"                                                                                            | Omni                                                        | [ 30 ] |
| 1987 | David Brin              | "Thor Meets Captain America"                                                                            | The Magazine of Fantasy & Science Fiction                   | [ 30 ] |
| 1987 | William Gibson          | "The Winter Market"                                                                                     | Stardate                                                    | [ 30 ] |
| 1987 | Orson Scott Card        | "Hatrack River"                                                                                         | Asimov's Science Fiction                                    | [ 30 ] |
| 1987 | Vernor Vinge            | "The Barbarian Princess"                                                                                | Analog Science Fact & Fiction                               | [ 30 ] |
| 1988 | Ursula K. Le Guin*      | "Buffalo Gals, Won't You Come Out Tonight"                                                              | Fantasy & Science Fiction                                   | [ 31 ] |
| 1988 | Pat Murphy              | "Rachel in Love"                                                                                        | Asimov's Science Fiction                                    | [ 31 ] |
| 1988 | Walter Jon Williams     | "Dinosaurs"                                                                                             | Asimov's Science Fiction                                    | [ 31 ] |
| 1988 | Bruce Sterling          | "Flowers of Edo"                                                                                        | Asimov's Science Fiction                                    | [ 31 ] |
| 1988 | Bruce McAllister        | "Dream Baby"                                                                                            | Asimov's Science Fiction                                    | [ 31 ] |
| 1989 | George Alec Effinger*   | "Schrödinger's Kitten"                                                                                  | Omni                                                        | [ 32 ] |
| 1989 | Steven Gould            | "Peaches for Mad Molly"                                                                                 | Analog Science Fact & Fiction                               | [ 32 ] |
| 1989 | Howard Waldrop          | "Do Ya, Do Ya, Wanna Dance?"                                                                            | Asimov's Science Fiction                                    | [ 32 ] |
| 1989 | Harlan Ellison          | "The Function of Dream Sleep"                                                                           | Midnight Graffiti                                           | [ 32 ] |
| 1989 | Neal Barrett, Jr.       | "Ginny Sweethips' Flying Circus"                                                                        | Asimov's Science Fiction                                    | [ 32 ] |
| 1990 | Robert Silverberg*      | "Enter a Soldier. Later: Enter Another"                                                                 | Asimov's Science Fiction                                    | [ 33 ] |
| 1990 | Mike Resnick            | "For I Have Touched the Sky"                                                                            | Fantasy & Science Fiction                                   | [ 33 ] |
| 1990 | George Alec Effinger    | "Everything But Honor"                                                                                  | Asimov's Science Fiction                                    | [ 33 ] |
| 1990 | Connie Willis           | "At the Rialto"                                                                                         | Omni                                                        | [ 33 ] |
| 1990 | Nancy Kress             | "The Price of Oranges"                                                                                  | Asimov's Science Fiction                                    | [ 33 ] |
| 1990 | Orson Scott Card        | "Dogwalker"                                                                                             | Asimov's Science Fiction                                    | [ 33 ] |
| 1991 | Mike Resnick*           | "The Manamouki"                                                                                         | Asimov's Science Fiction                                    | [ 34 ] |
| 1991 | Charles Sheffield       | "A Braver Thing"                                                                                        | Asimov's Science Fiction                                    | [ 34 ] |
| 1991 | Ted Chiang              | "Tower of Babylon"                                                                                      | Omni                                                        | [ 34 ] |
| 1991 | Dafydd ab Hugh          | "The Coon Rolled Down and Ruptured His Larinks, A Squeezed Novel by Mr. Skunk"                          | Asimov's Science Fiction                                    | [ 34 ] |
| 1991 | Martha Soukup           | "Over the Long Haul"                                                                                    | Amazing Stories                                             | [ 34 ] |
| 1992 | Isaac Asimov*           | "Gold"                                                                                                  | Analog Science Fact & Fiction                               | [ 35 ] |
| 1992 | Pat Cadigan             | "Dispatches from the Revolution"                                                                        | Asimov's Science Fiction                                    | [ 35 ] |
| 1992 | Connie Willis           | "Miracle"                                                                                               | Asimov's Science Fiction                                    | [ 35 ] |
| 1992 | Howard Waldrop          | "Fin de Cyclé"                                                                                          | Night of the Cooters: More Neat Stories (Mark V. Ziesing)   | [ 35 ] |
| 1992 | Ted Chiang              | "Understand"                                                                                            | Asimov's Science Fiction                                    | [ 35 ] |
| 1993 | Janet Kagan*            | "The Nutcracker Coup"                                                                                   | Asimov's Science Fiction                                    | [ 36 ] |
| 1993 | Pamela Sargent          | "Danny Goes to Mars"                                                                                    | Asimov's Science Fiction                                    | [ 36 ] |
| 1993 | Pat Cadigan             | "True Faces"                                                                                            | Fantasy & Science Fiction                                   | [ 36 ] |
| 1993 | Susan Shwartz           | "Suppose They Gave a Peace..."                                                                          | Alternate Presidents (Tor Books)                            | [ 36 ] |
| 1993 | Barry N. Malzberg       | "In the Stone House"                                                                                    | Alternate Kennedys (Tor Books)                              | [ 36 ] |
| 1994 | Charles Sheffield*      | "Georgia on My Mind"                                                                                    | Analog Science Fiction and Fact                             | [ 37 ] |
| 1994 | Nancy Kress             | "Dancing on Air"                                                                                        | Asimov's Science Fiction                                    | [ 37 ] |
| 1994 | Terry Bisson            | "The Shadow Knows"                                                                                      | Asimov's Science Fiction                                    | [ 37 ] |
| 1994 | Bruce Sterling          | "Deep Eddy"                                                                                             | Asimov's Science Fiction                                    | [ 37 ] |
| 1994 | John Kessel             | "The Franchise"                                                                                         | Asimov's Science Fiction                                    | [ 37 ] |
| 1995 | David Gerrold*          | "The Martian Child"                                                                                     | Fantasy & Science Fiction                                   | [ 38 ] |
| 1995 | Greg Egan               | "Cocoon"                                                                                                | Asimov's Science Fiction                                    | [ 38 ] |
| 1995 | Mike Resnick            | "A Little Knowledge"                                                                                    | Asimov's Science Fiction                                    | [ 38 ] |
| 1995 | Ursula K. Le Guin       | "Solitude"                                                                                              | Fantasy & Science Fiction                                   | [ 38 ] |
| 1995 | Geoffrey A. Landis      | "The Singular Habits of Wasps"                                                                          | Analog Science Fiction and Fact                             | [ 38 ] |
| 1995 | Ursula K. Le Guin       | "The Matter of Seggri"                                                                                  | Crank                                                       | [ 38 ] |
| 1996 | James Patrick Kelly*    | "Think Like a Dinosaur"                                                                                 | Asimov's Science Fiction                                    | [ 39 ] |
| 1996 | Mike Resnick            | "When the Old Gods Die"                                                                                 | Asimov's Science Fiction                                    | [ 39 ] |
| 1996 | Allen Steele            | "The Good Rat"                                                                                          | Analog Science Fiction and Fact                             | [ 39 ] |
| 1996 | Harry Turtledove        | "Must and Shall"                                                                                        | Asimov's Science Fiction                                    | [ 39 ] |
| 1996 | Greg Egan               | "Luminous"                                                                                              | Asimov's Science Fiction                                    | [ 39 ] |
| 1996 | Greg Egan               | "TAP"                                                                                                   | Asimov's Science Fiction                                    | [ 39 ] |
| 1997 | Bruce Sterling*         | "Bicycle Repairman"                                                                                     | Intersections (Tor Books)                                   | [ 40 ] |
| 1997 | Mike Resnick            | "The Land of Nod"                                                                                       | Asimov's Science Fiction                                    | [ 40 ] |
| 1997 | Ursula K. Le Guin       | "Mountain Ways"                                                                                         | Asimov's Science Fiction                                    | [ 40 ] |
| 1997 | Suzy McKee Charnas      | "Beauty and the Opéra or The Phantom Beast"                                                             | Asimov's Science Fiction                                    | [ 40 ] |
| 1997 | William Barton          | "Age of Aquarius"                                                                                       | Asimov's Science Fiction                                    | [ 40 ] |
| 1998 | Bill Johnson*           | "We Will Drink a Fish Together..."                                                                      | Asimov's Science Fiction                                    | [ 41 ] |
| 1998 | James Alan Gardner      | "Three Hearings on the Existence of Snakes in the Human Bloodstream"                                    | Asimov's Science Fiction                                    | [ 41 ] |
| 1998 | Stephen Baxter          | "Moon Six"                                                                                              | SF Age                                                      | [ 41 ] |
| 1998 | Michael A. Burstein     | "Broken Symmetry"                                                                                       | Analog Science Fiction and Fact                             | [ 41 ] |
| 1998 | William Sanders         | "The Undiscovered"                                                                                      | Asimov's Science Fiction                                    | [ 41 ] |
| 1999 | Bruce Sterling*         | "Taklamakan"                                                                                            | Asimov's Science Fiction                                    | [ 42 ] |
| 1999 | Kristine Kathryn Rusch  | "Echea"                                                                                                 | Asimov's Science Fiction                                    | [ 42 ] |
| 1999 | Allen Steele            | "Zwarte Piet's Tale"                                                                                    | Analog Science Fiction and Fact                             | [ 42 ] |
| 1999 | Nancy Kress             | "Steamship Soldier on the Information Front"                                                            | Future Histories (Horizon House)                            | [ 42 ] |
| 1999 | Greg Egan               | "The Planck Dive"                                                                                       | Asimov's Science Fiction                                    | [ 42 ] |
| 1999 | Ellen Klages            | "Time Gypsy"                                                                                            | Bending the Landscape: Science Fiction (The Overlook Press) | [ 42 ] |
| 1999 | Robert Charles Wilson   | "Divided by Infinity"                                                                                   | Starlight #2 (Tor Books)                                    | [ 42 ] |
| 2000 | James Patrick Kelly*    | "1016 to 1"                                                                                             | Asimov's Science Fiction                                    | [ 43 ] |
| 2000 | Eleanor Arnason         | "Stellar Harvest"                                                                                       | Asimov's Science Fiction                                    | [ 43 ] |
| 2000 | Greg Egan               | "Border Guards"                                                                                         | Interzone                                                   | [ 43 ] |
| 2000 | Jan Jensen              | "The Secret History of the Ornithopter"                                                                 | Fantasy & Science Fiction                                   | [ 43 ] |
| 2000 | Tom Purdom              | "Fossil Games"                                                                                          | Asimov's Science Fiction                                    | [ 43 ] |
| 2000 | Ian R. MacLeod          | "The Chop Girl"                                                                                         | Asimov's Science Fiction                                    | [ 43 ] |
| 2001 | Kristine Kathryn Rusch* | "Millennium Babies"                                                                                     | Asimov's Science Fiction                                    | [ 44 ] |
| 2001 | Stephen Baxter          | "On the Orion Line"                                                                                     | Asimov's Science Fiction                                    | [ 44 ] |
| 2001 | Allen Steele            | "Agape Among the Robots"                                                                                | Analog Science Fiction and Fact                             | [ 44 ] |
| 2001 | Stanley Schmidt         | "Generation Gap"                                                                                        | Artemis                                                     | [ 44 ] |
| 2001 | Mike Resnick            | "Redchapel"                                                                                             | Asimov's Science Fiction                                    | [ 44 ] |
| 2002 | Ted Chiang*             | "Iadul e acolo unde nu există Dumnezeu"                                                                 | Starlight #3 (Tor Books)                                    | [ 45 ] |
| 2002 | Allen Steele            | "The Days Between"                                                                                      | Asimov's Science Fiction                                    | [ 45 ] |
| 2002 | James Patrick Kelly     | "Undone"                                                                                                | Asimov's Science Fiction                                    | [ 45 ] |
| 2002 | Charles Stross          | "Lobsters"                                                                                              | Asimov's Science Fiction                                    | [ 45 ] |
| 2002 | Shane Tourtellotte      | "The Return of Spring"                                                                                  | Analog Science Fiction and Fact                             | [ 45 ] |
| 2003 | Michael Swanwick*       | "Viață lentă"                                                                                           | Analog Science Fiction and Fact                             | [ 46 ] |
| 2003 | Ursula K. Le Guin       | "The Wild Girls"                                                                                        | Asimov's Science Fiction                                    | [ 46 ] |
| 2003 | Charles Stross          | "Halo"                                                                                                  | Asimov's Science Fiction                                    | [ 46 ] |
| 2003 | Maureen F. McHugh       | "Presence"                                                                                              | Fantasy & Science Fiction                                   | [ 46 ] |
| 2003 | Gregory Frost           | "Madonna of the Maquiladora"                                                                            | Asimov's Science Fiction                                    | [ 46 ] |
| 2004 | Michael Swanwick*       | "Legions in Time"                                                                                       | Asimov's Science Fiction                                    | [ 47 ] |
| 2004 | Jeffrey Ford            | "The Empire of Ice Cream"                                                                               | Scifi.com                                                   | [ 47 ] |
| 2004 | Charles Stross          | "Nightfall"                                                                                             | Asimov's Science Fiction                                    | [ 47 ] |
| 2004 | Jay Lake                | "Into the Gardens of Sweet Night"                                                                       | Writers of the Future #19 (Galaxy Press)                    | [ 47 ] |
| 2004 | James Patrick Kelly     | "Bernardo's House"                                                                                      | Asimov's Science Fiction                                    | [ 47 ] |
| 2004 | Robert Reed             | "Hexagons"                                                                                              | Asimov's Science Fiction                                    | [ 47 ] |
| 2005 | Kelly Link*             | "The Faery Handbag"                                                                                     | The Faery Reel (Viking Publishers)                          | [ 48 ] |
| 2005 | Michael F. Flynn        | "The Clapping Hands of God"                                                                             | Analog Science Fiction and Fact                             | [ 48 ] |
| 2005 | Paolo Bacigalupi        | "The People of Sand and Slag"                                                                           | Fantasy & Science Fiction                                   | [ 48 ] |
| 2005 | Benjamin Rosenbaum      | "Biographical Notes to 'A Discourse on the Nature of Causality, with Airplanes', by Benjamin Rosenbaum" | All-Star Zeppelin Adventure Stories (Wheatland Press)       | [ 48 ] |
| 2005 | Christopher Rowe        | "The Voluntary State"                                                                                   | Scifi.com                                                   | [ 48 ] |
| 2006 | Peter S. Beagle*        | "Two Hearts"                                                                                            | Fantasy & Science Fiction                                   | [ 49 ] |
| 2006 | Paolo Bacigalupi        | "The Calorie Man"                                                                                       | Fantasy & Science Fiction                                   | [ 49 ] |
| 2006 | Michael A. Burstein     | "TelePresence"                                                                                          | Analog Science Fiction and Fact                             | [ 49 ] |
| 2006 | Cory Doctorow           | "I, Robot"                                                                                              | The Infinite Matrix                                         | [ 49 ] |
| 2006 | Howard Waldrop          | "The King of Where-I-Go"                                                                                | Scifi.com                                                   | [ 49 ] |
| 2007 | Ian McDonald*           | "The Djinn's Wife"                                                                                      | Asimov's Science Fiction                                    | [ 50 ] |
| 2007 | Geoff Ryman             | "Pol Pot's Beautiful Daughter"                                                                          | Fantasy & Science Fiction                                   | [ 50 ] |
| 2007 | Michael F. Flynn        | "Dawn, and Sunset, and the Colours of the Earth"                                                        | Asimov's Science Fiction                                    | [ 50 ] |
| 2007 | Mike Resnick            | "All the Things You Are"                                                                                | Jim Baen's Universe                                         | [ 50 ] |
| 2007 | Paolo Bacigalupi        | "Yellow Card Man"                                                                                       | Asimov's Science Fiction                                    | [ 50 ] |
| 2008 | Ted Chiang*             | "The Merchant and the Alchemist's Gate"                                                                 | Fantasy & Science Fiction                                   | [ 51 ] |
| 2008 | Daniel Abraham          | "The Cambist and Lord Iron: a Fairytale of Economics"                                                   | Logorrhea (Bantam Books)                                    | [ 51 ] |
| 2008 | Greg Egan               | "Dark Integers"                                                                                         | Asimov's Science Fiction                                    | [ 51 ] |
| 2008 | Greg Egan               | "Glory"                                                                                                 | The New Space Opera (Eos)                                   | [ 51 ] |
| 2008 | David Moles             | "Finisterra"                                                                                            | Fantasy & Science Fiction                                   | [ 51 ] |
| 2009 | Elizabeth Bear*         | "Shoggoths in Bloom"                                                                                    | Asimov's Science Fiction                                    | [ 52 ] |
| 2009 | John Kessel             | "Pride and Prometheus"                                                                                  | Fantasy & Science Fiction                                   | [ 52 ] |
| 2009 | James Alan Gardner      | "The Ray-Gun: A Love Story"                                                                             | Asimov's Science Fiction                                    | [ 52 ] |
| 2009 | Paolo Bacigalupi        | "The Gambler"                                                                                           | Fast Forward 2 (Pyr)                                        | [ 52 ] |
| 2009 | Mike Resnick            | "Alastair Baffle's Emporium of Wonders"                                                                 | Asimov's Science Fiction                                    | [ 52 ] |
| 2010 | Peter Watts*            | "The Island"                                                                                            | The New Space Opera #2 (Eos)                                | [ 53 ] |
| 2010 | Rachel Swirsky          | "Eros, Philia, Agape"                                                                                   | Tor.com                                                     | [ 53 ] |
| 2010 | Nicola Griffith         | "It Takes Two"                                                                                          | Eclipse #3 (Night Shade Books)                              | [ 53 ] |
| 2010 | Paul Cornell            | "One of Our Bastards is Missing"                                                                        | The Solaris Book of New Science Fiction #3 (Solaris Books)  | [ 53 ] |
| 2010 | Charles Stross          | "Overtime"                                                                                              | Tor.com                                                     | [ 53 ] |
| 2010 | Eugie Foster            | "Sinner, Baker, Fabulist, Priest; Red Mask, Black Mask, Gentleman, Beast"                               | Interzone                                                   | [ 53 ] |
| 2011 | Allen Steele*           | "The Emperor of Mars"                                                                                   | Asimov's Science Fiction                                    | [ 54 ] |
| 2011 | Sean McMullen           | "Eight Miles"                                                                                           | Analog Science Fiction and Fact                             | [ 54 ] |
| 2011 | Aliette de Bodard       | "The Jaguar House, in Shadow"                                                                           | Asimov's Science Fiction                                    | [ 54 ] |
| 2011 | Eric James Stone        | "The Leviathan, Whom Thou Hast Made"                                                                    | Analog Science Fiction and Fact                             | [ 54 ] |
| 2011 | James Patrick Kelly     | "Plus or Minus"                                                                                         | Asimov's Science Fiction                                    | [ 54 ] |
| 2012 | Charlie Jane Anders*    | "Six Months, Three Days"                                                                                | Tor.com                                                     | [ 55 ] |
| 2012 | Paul Cornell            | "The Copenhagen Interpretation"                                                                         | Asimov's Science Fiction                                    | [ 55 ] |
| 2012 | Rachel Swirsky          | "Fields of Gold"                                                                                        | Eclipse #4 (Night Shade Books)                              | [ 55 ] |
| 2012 | Brad R. Torgersen       | "Ray of Light"                                                                                          | Analog Science Fiction and Fact                             | [ 55 ] |
| 2012 | Geoff Ryman             | "What We Found"                                                                                         | Fantasy & Science Fiction                                   | [ 55 ] |
| 2013 | Pat Cadigan*            | "The Girl-Thing Who Went Out for Sushi"                                                                 | Edge of Infinity (Solaris Books)                            | [ 56 ] |
| 2013 | Thomas Olde Heuvelt     | "The Boy Who Cast No Shadow"                                                                            | Postscripts: Unfit For Eden (PS Publishing)                 | [ 56 ] |
| 2013 | Catherynne M. Valente   | "Fade To White"                                                                                         | Clarkesworld Magazine                                       | [ 56 ] |
| 2013 | Seanan McGuire          | "In Sea-Salt Tears"                                                                                     | Self-published                                              | [ 56 ] |
| 2013 | Seanan McGuire          | "Rat-Catcher"                                                                                           | A Fantasy Medley 2 (Subterranean Press)                     | [ 56 ] |
| 2014 | Mary Robinette Kowal*   | "The Lady Astronaut of Mars"                                                                            | Tor.com                                                     | [ 57 ] |
| 2014 | Vox Day                 | "Opera Vita Aeterna"                                                                                    | The Last Witchking (Marcher Lord Hinterlands)               | [ 57 ] |
| 2014 | Brad R. Torgersen       | "The Exchange Officers"                                                                                 | Analog Science Fiction and Fact                             | [ 57 ] |
| 2014 | Ted Chiang              | "The Truth of Fact, the Truth of Feeling"                                                               | Subterranean Magazine                                       | [ 57 ] |
| 2014 | Aliette de Bodard       | "The Waiting Stars"                                                                                     | The Other Half of the Sky (Candlemark & Gleam)              | [ 57 ] |
| 2015 | Thomas Olde Heuvelt*    | "The Day The World Turned Upside Down"                                                                  | Lightspeed                                                  | [ 58 ] |
| 2015 | Lia Belt (translator)*  | "The Day The World Turned Upside Down"                                                                  | Lightspeed                                                  | [ 58 ] |
| 2015 | Michael F. Flynn        | "The Journeyman: In the Stone House"                                                                    | Analog Science Fiction and Fact                             | [ 58 ] |
| 2015 | Edward M. Lerner        | "Championship B’tok"                                                                                    | Analog Science Fiction and Fact                             | [ 58 ] |
| 2015 | Gray Rinehart           | "Ashes to Ashes, Dust to Dust, Earth to Alluvium"                                                       | Orson Scott Card's InterGalactic Medicine Show              | [ 58 ] |
| 2015 | Rajnar Vajra            | "The Triple Sun: A Golden Age Tale"                                                                     | Analog Science Fiction and Fact                             | [ 58 ] |
| 2016 | Hao Jingfang*           | "Folding Beijing"                                                                                       | Uncanny Magazine                                            | [ 59 ] |
| 2016 | Brooke Bolander         | "And You Shall Know Her by the Trail of Dead"                                                           | Lightspeed                                                  | [ 59 ] |
| 2016 | Cheah Kai Wai           | "Flashpoint: Titan"                                                                                     | There Will Be War Volume X (Castalia House)                 | [ 59 ] |
| 2016 | Stephen King            | "Obits"                                                                                                 | The Bazaar of Bad Dreams (Charles Scribner's Sons)          | [ 59 ] |
| 2016 | David VanDyke           | "What Price Humanity?"                                                                                  | There Will Be War Volume X (Castalia House)                 | [ 59 ] |
| 2017 | Ursula Vernon*          | "The Tomato Thief"                                                                                      | Apex Magazine                                               | [ 60 ] |
| 2017 | Stix Hiscock            | Alien Stripper Boned from Behind by the T-Rex                                                           | Self-published                                              | [ 60 ] |
| 2017 | Nina Allan              | "The Art of Space Travel"                                                                               | Tor.com                                                     | [ 60 ] |
| 2017 | Fran Wilde              | "The Jewel and Her Lapidary"                                                                            | Tor.com                                                     | [ 60 ] |
| 2017 | Carolyn Ives Gilman     | "Touring with the Alien"                                                                                | Clarkesworld Magazine                                       | [ 60 ] |
| 2017 | Alyssa Wong             | "You'll Surely Drown Here If You Stay"                                                                  | Uncanny Magazine                                            | [ 60 ] |
| 2018 | Suzanne Palmer*         | "The Secret Life of Bots"                                                                               | Clarkesworld Magazine                                       | [ 61 ] |
| 2018 | Aliette de Bodard       | "Children of Thorns, Children of Water"                                                                 | Uncanny Magazine                                            | [ 61 ] |
| 2018 | Yoon Ha Lee             | "Extracurricular Activities"                                                                            | Tor.com                                                     | [ 61 ] |
| 2018 | Vina Jie-Min Prasad     | "A Series of Steaks"                                                                                    | Clarkesworld Magazine                                       | [ 61 ] |
| 2018 | K. M. Szpara            | "Small Changes Over Long Periods of Time"                                                               | Uncanny Magazine                                            | [ 61 ] |
| 2018 | Sarah Pinsker           | "Wind Will Rove"                                                                                        | Asimov's Science Fiction                                    | [ 61 ] |
| 2019 | Zen Cho*                | "If at First You Don't Succeed, Try, Try Again"                                                         | B&N Sci-Fi and Fantasy Blog                                 | [ 62 ] |
| 2019 | Tina Connolly           | "The Last Banquet of Temporal Confections"                                                              | Tor.com                                                     | [ 62 ] |
| 2019 | Daryl Gregory           | "Nine Last Days on Planet Earth"                                                                        | Tor.com                                                     | [ 62 ] |
| 2019 | Brooke Bolander         | "The Only Harmless Great Thing"                                                                         | Tor.com Publishing                                          | [ 62 ] |
| 2019 | Naomi Kritzer           | "The Thing About Ghost Stories"                                                                         | Uncanny Magazine                                            | [ 62 ] |
| 2019 | Simone Heller           | "When We Were Starless"                                                                                 | Clarkesworld Magazine                                       | [ 62 ] |

### Premii Retro Hugo
Începând cu a 54-a convenție Worldcon din 1996, s-au acordat premii „Retro Hugo”, premii Hugo acordate retroactiv pentru lucrări apărute cu 50, 75 sau 100 de ani înainte de anul curent, pentru anii în care nu s-au acordat premii.
Premiile Retro Hugo au fost acordate de șapte ori, pentru anii 1939, 1941, 1943, 1944, 1946, 1951 și 1954.  Cele din 1939, 1941, 1943 și 1944 au fost acordate pentru lucrări apărute cu 75 de ani în urmă, celelalte trei au fost acordate pentru lucrări apărute anterior cu 50 de ani în urmă.
| An   | Anul premierei | Autor(i)                                | Nuveletă                               | Editură sau publicație     | Ref.   |
| ---- | -------------- | --------------------------------------- | -------------------------------------- | -------------------------- | ------ |
| 1939 | 2014           | Clifford D. Simak*                      | "Rule 18"                              | Astounding Science-Fiction | [ 63 ] |
| 1939 | 2014           | John W. Campbell                        | "Dead Knowledge"                       | Astounding Stories         | [ 63 ] |
| 1939 | 2014           | Henry Kuttner                           | "Hollywood on the Moon"                | Thrilling Wonder Stories   | [ 63 ] |
| 1939 | 2014           | Robert E. Howard                        | "Pigeons from Hell"                    | Weird Tales                | [ 63 ] |
| 1939 | 2014           | C. L. Moore                             | "Werewoman"                            | Leaves                     | [ 63 ] |
| 1941 | 2016           | Robert A. Heinlein*                     | "The Roads Must Roll"                  | Astounding Science Fiction | [ 64 ] |
| 1941 | 2016           | Robert A. Heinlein                      | "Blowups Happen"                       | Astounding Science Fiction | [ 64 ] |
| 1941 | 2016           | Jack Williamson                         | "Darker Than You Think"                | Unknown                    | [ 64 ] |
| 1941 | 2016           | Harry Bates                             | "Farewell to the Master"               | Astounding Science Fiction | [ 64 ] |
| 1941 | 2016           | Theodore Sturgeon                       | "It!"                                  | Unknown                    | [ 64 ] |
| 1943 | 2018           | Isaac Asimov*                           | "Foundation"                           | Astounding Science Fiction | [ 65 ] |
| 1943 | 2018           | Isaac Asimov                            | "Bridle and Saddle"                    | Astounding Science Fiction | [ 65 ] |
| 1943 | 2018           | Robert A. Heinlein (ca Anson MacDonald) | "Goldfish Bowl"                        | Astounding Science Fiction | [ 65 ] |
| 1943 | 2018           | Fredric Brown                           | "The Star Mouse"                       | Planet Stories             | [ 65 ] |
| 1943 | 2018           | C. L. Moore                             | "There Shall Be Darkness"              | Astounding Science Fiction | [ 65 ] |
| 1943 | 2018           | A. E. van Vogt                          | "The Weapon Shop"                      | Astounding Science Fiction | [ 65 ] |
| 1944 | 2019           | C. L. Moore* (ca Lewis Padgett)         | "Mimsy Were the Borogoves"             | Astounding Science-Fiction | [ 66 ] |
| 1944 | 2019           | Henry Kuttner* (ca Lewis Padgett)       | "Mimsy Were the Borogoves"             | Astounding Science-Fiction | [ 66 ] |
| 1944 | 2019           | Leigh Brackett                          | "Citadel of Lost Ships"                | Planet Stories             | [ 66 ] |
| 1944 | 2019           | Leigh Brackett                          | "The Halfling"                         | Astonishing Stories        | [ 66 ] |
| 1944 | 2019           | Henry Kuttner (ca Lewis Padgett)        | "The Proud Robot"                      | Astounding Science-Fiction | [ 66 ] |
| 1944 | 2019           | Eric Frank Russell                      | "Symbiotica"                           | Astounding Science-Fiction | [ 66 ] |
| 1944 | 2019           | Fritz Leiber                            | "Thieves' House"                       | Unknown Worlds             | [ 66 ] |
| 1946 | 1996           | Murray Leinster*                        | "First Contact"                        | Astounding Science-Fiction | [ 67 ] |
| 1946 | 1996           | Fredric Brown                           | "Pi in the Sky"                        | Thrilling Wonder Stories   | [ 67 ] |
| 1946 | 1996           | Lester del Rey                          | "Into Thy Hands"                       | Astounding Science-Fiction | [ 67 ] |
| 1946 | 1996           | A. E. van Vogt                          | "The Mixed Men"                        | Astounding Science-Fiction | [ 67 ] |
| 1946 | 1996           | Lewis Padgett                           | "The Piper's Son"                      | Astounding Science-Fiction | [ 67 ] |
| 1951 | 2001           | Cyril M. Kornbluth*                     | "The Little Black Bag"                 | Astounding Science-Fiction | [ 68 ] |
| 1951 | 2001           | Cordwainer Smith                        | "Scanners Live in Vain"                | Fantasy Book               | [ 68 ] |
| 1951 | 2001           | Poul Anderson                           | "The Helping Hand"                     | Astounding Science-Fiction | [ 68 ] |
| 1951 | 2001           | James Blish                             | "Okie"                                 | Astounding Science-Fiction | [ 68 ] |
| 1951 | 2001           | Eric Frank Russell                      | "Dear Devil"                           | Other Worlds               | [ 68 ] |
| 1954 | 2004           | James Blish*                            | "Earthman, Come Home"                  | Astounding Science-Fiction | [ 69 ] |
| 1954 | 2004           | Philip K. Dick                          | "Varietatea a doua"                    | Space Science Fiction      | [ 69 ] |
| 1954 | 2004           | Poul Anderson                           | "The Adventure of the Misplaced Hound" | Universe                   | [ 69 ] |
| 1954 | 2004           | Poul Anderson                           | "Sam Hall"                             | Astounding Science-Fiction | [ 69 ] |
| 1954 | 2004           | Theodore Cogswell                       | "The Wall Around the World"            | Beyond Fantasy Fiction     | [ 69 ] |

## Vezi și
- Premiul Nebula pentru cea mai bună nuveletă
- Lista câștigătorilor ambelor premii Hugo și Nebula

## Legături externe
- Hugo Award official site
- List of Hugo Award nominees in Locus magazine